# Gillett-Nunatakker
Die Gillett-Nunatakker sind zwei hauptsächlich verschneite Nunatakker im westantarktischen Marie-Byrd-Land. Im Massiv des Toney Mountain ragen sie am östlichen Ende des Spitz Ridge auf.
Der United States Geological Survey kartierte sie anhand eigener Vermessungen und Luftaufnahmen der United States Navy aus den Jahren von 1959 bis 1966. Das Advisory Committee on Antarctic Names benannte sie 1976 nach Richard D. Gillett (1942–2014), Funker auf der Amundsen-Scott-Südpolstation im Jahr 1974.